# 萨莫奈人

公元前400年时的意大利

萨莫奈人（拉丁語：Samnite），一译萨谟奈人、萨姆奈特人、萨莫内人，是居住在意大利亞平寧山脈南部萨莫奈的一支萨贝利人部落。萨莫奈人使用奧斯坎語（印欧语系的一种）。萨莫奈人最早记录于跟罗马人的一个协议。萨莫奈人的帝国在公元前361年达到颠峰，之后其实力逐渐被罗马人消弱。公元前82年，罗马终身独裁官苏拉屠杀了萨莫奈人并奴役了他们，后来萨莫奈人成了角斗士的一种。